# Starzyny (Silésie)
Pour les articles homonymes, voir Starzyny.
Starzyny est une localité polonaise de la gmina de Szczekociny, située dans le powiat de Zawiercie en voïvodie de Silésie.